# Andouillé-Neuville
Andouillé-Neuville (bretonisch: Andolieg-Kevenez, Gallo: Andólhae) ist eine französische Gemeinde mit 1.006 Einwohnern (Stand: 1. Januar 2022) im Département Ille-et-Vilaine in der Region Bretagne. Sie gehört zum Arrondissement Rennes und zum Kanton Val-Couesnon. Die Einwohner werden Andoléens genannt.

## Geografie
Die Gemeinde Andouillé-Neuville liegt etwa 21 Kilometer nordnordöstlich von Rennes. Umgeben wird Andouillé-Neuville von den Nachbargemeinden Feins im Nordwesten und Norden, Sens-de-Bretagne im Norden und Nordosten, Gahard im Osten, Saint-Aubin-d’Aubigné im Süden, Saint-Médard-sur-Ille im Südwesten sowie Aubigné im Westen.

## Bevölkerungsentwicklung
| Jahr                       | 1962 | 1968 | 1975 | 1982 | 1990 | 1999 | 2006 | 2012 | 2020 |
| Einwohner                  | 448  | 428  | 398  | 365  | 423  | 504  | 691  | 825  | 976  |
| Quellen: Cassini und INSEE |      |      |      |      |      |      |      |      |      |

## Sehenswürdigkeiten
- Kirche Saint-Melaine (auch Saint-Pierre genannt) aus dem 15. Jahrhundert, Umbauten aus dem 19. Jahrhundert
- Schloss La Magnanne aus dem 17. Jahrhundert, seit 1980 Monument historique

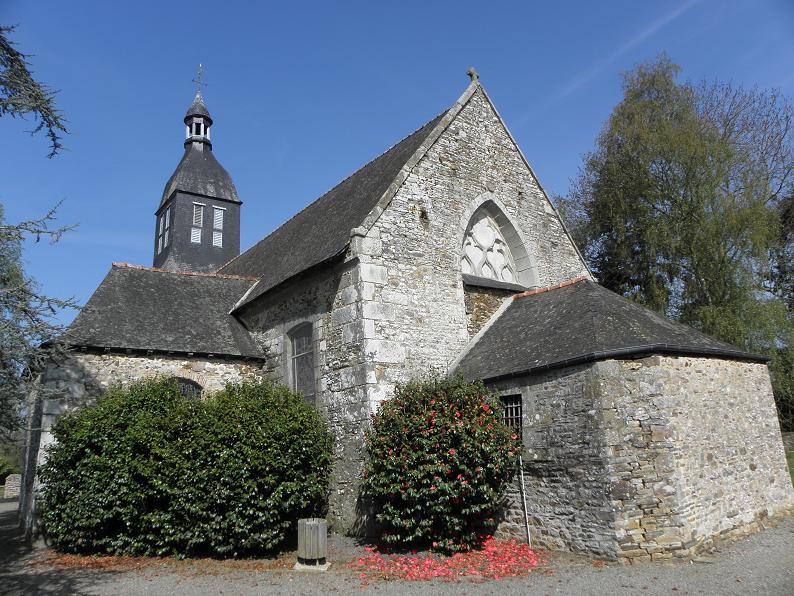
Kirche Saint-Melaine
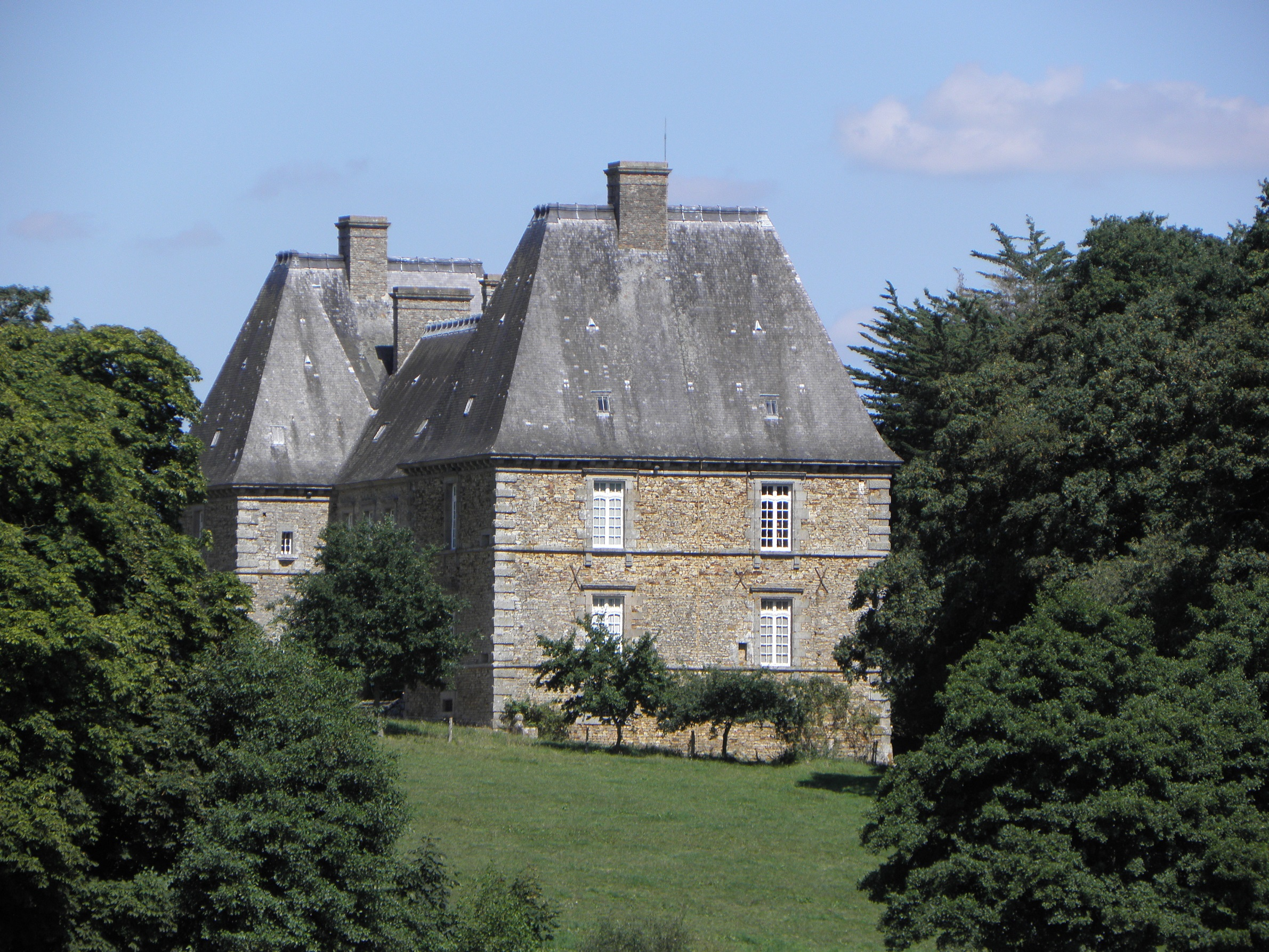
Schloss La Magnanne
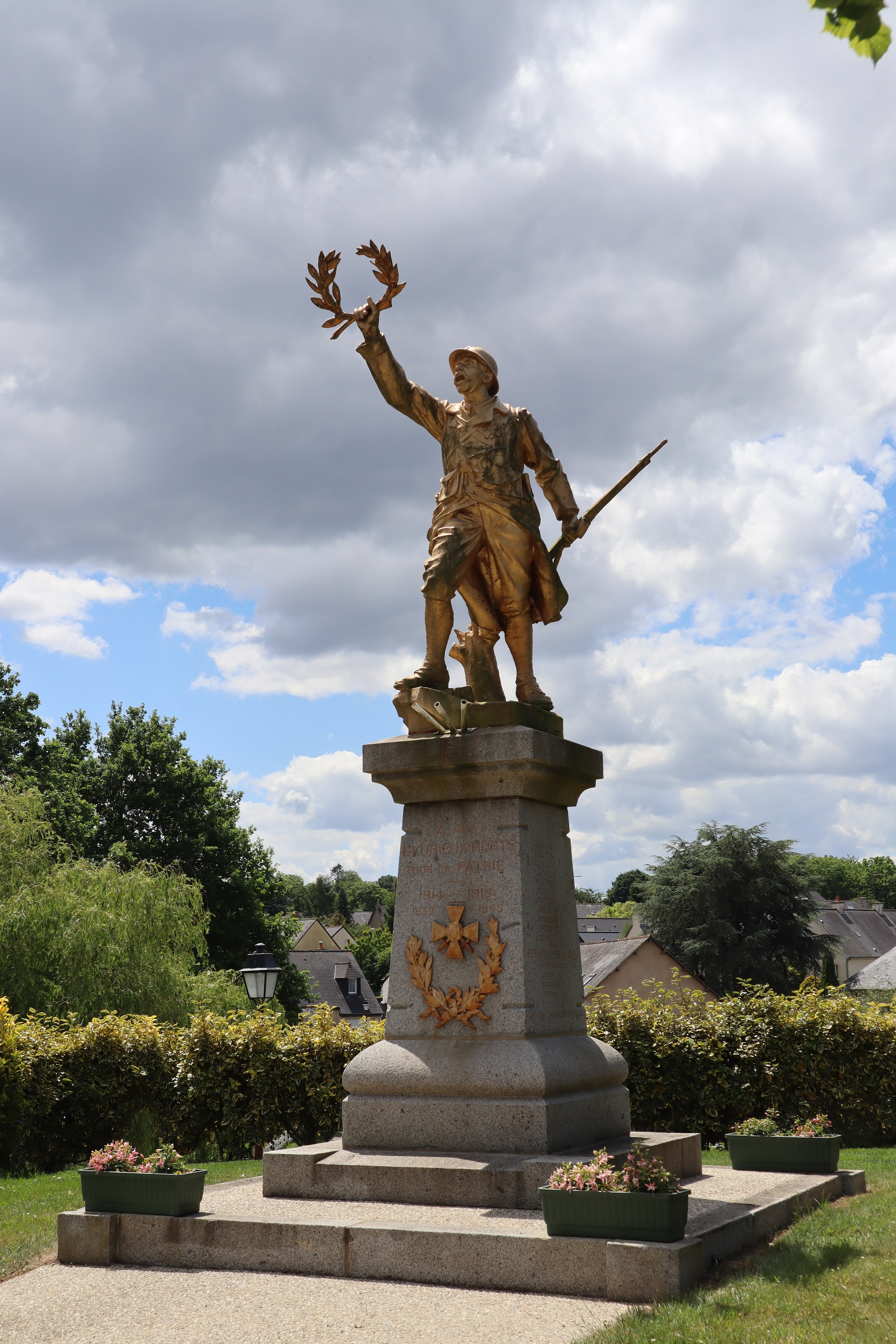
Gefallenendenkmal